# Sweet Sixteen (chanson)
Pour les articles homonymes, voir Sweet Sixteen.
Sweet Sixteen est une chanson de blues, écrite par Ahmet Ertegün et enregistrée par Big Joe Turner en 1952. Elle est devenue un standard et aussi l'un des plus gros succès de B. B. King.
Un premier blues intitulé Sweet Sixteen, écrit par Walter Davis, est enregistré par celui-ci le 25 février 1935 à Chicago pour le label Bluebird Records (n° 5931). Davis, au chant et au piano, est accompagné de Big Joe Williams et Henry Townsend aux guitares. Il s'agit d'un blues à 12 mesures, franchement érotique, qui raconte l'histoire d'une femme mûre persuadée d'avoir conservé la fraîcheur de ses seize ans. Cette version est sensiblement différente de celle d'Ertegün, tant dans la mélodie que dans les paroles, quoique certains auteurs en fassent la version originale de cette chanson,.

## Big Joe Turner
Big Joe Turner enregistre Sweet Sixteen pour Atlantic Records le 20 janvier 1952 avec Vann "Piano Man" Walls and his Orchestra,. Ahmet Ertegün est alors crédité comme auteur de la chanson sous son pseudonyme A. Nugetre. Le disque, sorti en mars, contient I'll Never Stop Loving You en face B. Il se classe à la 3e place des charts Rhythm & Blues du magazine Billboard. On retrouve la chanson sur l'album Rock & Roll, compilation des plus grands tubes de Turner parue en 1957.

### Musiciens[7]
- Joe Turner : chant
- Harry Van Walls : piano
- Rector Bailey : guitare
- Leonard Gaskin : basse
- Taft Jordan : trompette
- Budd Johnson : sax ténor
- Freddie Mitchell : sax ténor
- Arlem Kareem : sax baryton
- Connie Kay : batterie

Singles de B.B. King And His Orchestra
Sugar Mama
(1959) Walking Dr. Bill
(1960)

## B.B. King
B.B. King reprend le hit de Joe Turner en décembre 1959 pour le label Kent Records. Il le dépouille de ses cuivres percutants pour en faire une interprétation plus personnelle. « L'enregistrement utilise un puissant riff de blues derrière la voix et la guitare de King et se transforme en une des performances les plus dramatiques du blues jamais enregistrées, avec des inflexions de gospel qui dominent le chant de King à la fin de la performance en deux parties ». « Il fait écho à chaque plainte vocale ici avec un commentaire de guitare laconique construisant, couplet après couplet, un bouillonnement sauvage d'autant plus puissant qu'il ne déborde jamais dans la catharsis ». La chanson est publiée en deux parties, réparties sur les deux faces du disque. Elle atteindra la 2e place des charts R&B.

## Reprises
Sweet sixteen est également interprétée, entre autres, par les artistes suivants :
- Chuck Berry (1961)
- Canned Heat (1971)
- The Clovers (Atlantic R&B Box Set, 2006)[6]
- Johnny Winter et Joe Bonamassa (2014)